# Gare d'Arques-la-Bataille
Ne doit pas être confondu avec Gare d'Arques (Pas-de-Calais).
La gare d'Arques-la-Bataille est une ancienne gare ferroviaire française de la ligne de Saint-Denis à Dieppe, située sur le territoire de la commune d'Arques-la-Bataille dans le département de la Seine-Maritime en région Normandie.
Fermée aux voyageurs, elle est néanmoins ouverte au service des marchandises pour une installation terminale embranchée (ITE).

## Situation ferroviaire
Établie à 8 mètres d'altitude, la gare d'Arques-la-Bataille est située au point kilométrique (PK) 161,397 de la ligne de Saint-Denis à Dieppe, entre les gares fermées de Dampierre-Saint-Nicolas et de Rouxmesnil-Bouteilles. 
Elle se trouve sur un tronçon en activité entre la limite de déclassement au PK 159,500 et la gare de Dieppe au PK 168,529. Elle disposait d'une voie d'évitement (hors service) pour le croisement des trains.

## Service des marchandises

### Patrimoine ferroviaire
L'ancien bâtiment voyageurs de la gare fermé et désaffecté du service ferroviaire est toujours muré et abandonné en 2015. En 2013, la commune prévoyait de la réaffecter et la restaurer, un budget de 50 000 euros est réservé à cet usage, mais le chantier peut être reporté dans le temps.
Le 23 mars 2016, la « réhabilitation de l'ancienne gare d'Arques-la-Bataille en Point d'Accueil et en meublé touristique » est l'une des 18 actions inscrites au plan de contractualisation signé notamment par les représentants de la région Normandie et du département de la Seine-Maritime.
Ce projet n'ayant pas vu le jour, le bâtiment a finalement été acheté par un cabinet d'expertise comptable, qui l'a réhabilité pour y installer ses bureaux.